# Orion Electric
Az Orion Denki K.K. (japánul オリオン電機株式会社, Orion Denki Kabushiki Kaisha, angolul Orion Electric Co., Ltd.) egy japán szórakoztatóelektronikai gyártó cég volt, amelyet 1958-ban alapítottak Oszakában.
Az Orion Denki nem összetévesztendő a magyarországi Orion nevű vállalattal, amely hasonló nevet és logót használ, azonban jogilag független az itt leírt Orion Denki-től, és bérgyártóként működik. Ez a vállalat szintén forgalmazta az Orion Denki termékeit.
1984-től egészen a felvásárlásukig a vállalat székhelye Fukui prefektúrában található Echizen városában működött. A felvásárlásuk előtt az Orion a világ egyik legnagyobb OEM (eredeti eszközgyártó) televízió- és videóeszköz-gyártója volt, főként nagy márkák OEM-ügyfeleinek szállítva. A 2000-es években a Toshiba volt a legnagyobb ügyfelük. Az Orion évente körülbelül hatmillió televíziót és tizenkétmillió DVD-lejátszó és televízió kombinációs egységet gyártott 2019-ig. Termékeik többségét Thaiföldön állították elő.
Az Orion Denki több mint 9000 alkalmazottat foglalkoztatott, és gyáraik, irodáik Japánban, Thaiföldön, Lengyelországban, az Egyesült Királyságban és az Egyesült Államokban működtek. Thaiföldi gyáraik az ország legnagyobb exportőrei közé tartoztak, és a thaiföldi kormány elismerésben részesítette őket hozzájárulásukért.
Az Orion elsősorban az Emerson, Memorex, Hitachi, JVC és Sansui számára gyártott termékeket. Észak-Amerikában az Orion az 1980-as és 1990-es években sok televíziót és videomagnót gyártott az Emerson Radio számára. Azonban amikor az Emerson Radio 2000-ben csődöt jelentett, az Emerson márkanév jogait az Orion legnagyobb versenytársa, a Funai vásárolta meg, és videótermékekhez használta fel. Az 1990-es években az Orion és egyik márkája, a World, kizárólag a Wal-Martban volt kapható, főként olcsó televíziókat, TV/videómagnó kombinációkat és VHS lejátszókat árusítottak.
2001-ben az Orion a Toshiba és a Sumitomo partnereként kisebb CRT és LCD televíziókat, kombinált televíziókat és DVD/VHS kombinációkat gyártott Indonéziában az észak-amerikai piac számára egészen 2009-ig. Miután a Toshiba kiszállt, az Orion termelési számai több mint 90%-kal visszaestek, anyagi nehézségekbe ütköztek, és 2010 után a legtöbb munkást elbocsátották.
2011-ben az Orion licencelte a JVC nevet televíziók gyártására. 2019-ig minden JVC televíziót az Orion tervezett, gyártott és támogatott. Az Orion OEM televíziókat is gyártott a Hitachi számára. Ezeket a televíziókat leginkább a Wal-Mart és a Sam’s Club üzleteiben árusították. Az Orion az észak-amerikai piac számára az Orion Sales nevű vállalatot működtette Olney-ben, Illinois államban, amely magántulajdonú Sansui márkájukat és a nemrégiben licencelt JVC televíziómárkát használta. A csökkenő eladások miatt az Orion Sales 2016-ban megszűnt, és az Elitelux Technologies vásárolta fel.
2015. március 31-én az Orion fizetésképtelenséget jelentett, és ideiglenes felszámolókat neveztek ki, mivel az alacsony árverseny világszerte súlyos bevételkiesést okozott. Azonban 2015. április 1-jén megalakult az "új" Orion Electric Co., Ltd., amely átvette az előző Orion Electric üzleti tevékenységeit. 2019. január 19-én az Orion Co., Ltd., amely az oszakai székhelyű Doshisha Corporation leányvállalata, átvette az Orion márkákat és üzleti tevékenységeket. 2019. május 20-án az Orion Electric Co., Ltd. ismét fizetésképtelenséget jelentett, és az Orion Electric Co., Ltd. megszűnt, míg minden eszközük és tulajdonuk feltételezhetően a Doshisha Corporation tulajdonába került.